# Sour (album)
Sour je debutové studiové album americké zpěvačky a písničkářky Olivie Rodrigové. Vyšlo 21. května 2021 v rámci Geffen Records. Album napsala sama Rodrigo s producentem Danem Nigrem a nahráno bylo v izolaci během pandemie covidu-19. Původně bylo album plánováno jako EP, projekt byl ale později rozšířen na plné album po virálním úspěchu debutového singlu „Drivers License“.
Album je ovlivněno oblíbenými žánry Olivie Rodrigo a je především popovou a alt-popovou deskou, která obsahuje písně od energických pop punkových skladeb až po balady bedroom popu. Tématem je dospívání, neúspěšné vztahy a zármutek. Olivia Rodrigová prozradila, že album zkoumá její nebezpečí a objevy jako 17leté, přičemž název odkazuje na „kyselé“ emoce, které mladí lidé prožívají, ale jsou často kritizovány, jako je hněv, žárlivost a neštěstí.
Vydání desky předcházely tři singly, z nichž všechny se umístily v top 3 amerického žebříčku Billboard Hot 100. První singl „Drivers License“ se dostal na první místo žebříčku, poté následovala skladba „Deja Vu“, která dosáhla pozice čísla 3 a následně píseň „Good 4 U“, jež se umístila opět na prvním místě žebříčku. Díky tomu se Olivia stala prvním umělcem v historii, který debutoval se svými prvními dvěma singly v první desítce žebříčku Billboard Hot 100 a album se stalo prvním debutovým albem v historii, z něhož vyšly 2 singly, které dosáhly první pozice na žebříčku. Album debutovalo na vrcholu žebříčku Billboard 200 a také dosáhlo první příčky v žebříčcích například v Austrálii, Kanadě, Irsku, Novém Zélandu, Velké Británii a také v České republice nebo na Slovensku a mnoha dalších zemích. Píseň „Traitor“ se v srpnu stala čtvrtým singlem alba. Začátkem září se pátým singlem stala píseň „Brutal“.

## Seznam skladeb
| Pořadí | Název                        | Délka |
| ------ | ---------------------------- | ----- |
| 1.     | Brutal                       | 2:33  |
| 2.     | Traitor                      | 3:49  |
| 3.     | Drivers License              | 4:02  |
| 4.     | 1 Step Forward, 3 Steps Back | 2:43  |
| 5.     | Deja Vu                      | 3:35  |
| 6.     | Good 4 U                     | 2:58  |
| 7.     | Enough for U                 | 3:22  |
| 8.     | Happier                      | 2:55  |
| 9.     | Jealousy, Jealousy           | 2:53  |
| 10.    | Favorite Crime               | 2:32  |
| 11.    | Hope Ur OK                   | 3:29  |